# Соната для фортепиано № 5 (Бетховен)
Соната для фортепиано № 5 до минор, опус 10 № 1, была написана Бетховеном в 1796—1798 годах и вместе с двумя другими сонатами № 6 и № 7, входящими в опус, посвящена графине Анне Маргарет фон Броун, супруге русского агента (посла) графа Ивана Юрьевича Броун-Камус (1767-1828). Эта соната особенно выделяется на фоне ранних сонат Бетховена — она подводит своеобразный итог творческому поиску композитора, начатому в предшествующих ей произведениях — являясь одновременно достаточно монументальной и лаконичной. Это первая соната Бетховена, состоящая из трёх частей, такая структура, впоследствии, будет присуща многим наиболее удачным и содержательным сонатам композитора. Соната была резко отрицательно принята музыкальной критикой того времени, обвинявшей Бетховена в «неясной искусственности», которая на самом деле была лишь проявлением яркой индивидуальности композитора.

## Структура
Соната для фортепиано № 5 Бетховена состоит из трёх частей: 1) Allegro molto е con brio, 2) Adagio molto, 3) Prestissimo.
Первую часть сонаты Allegro molto е con brio, c-moll, отличает от более ранних произведений композитора большая гармоничность и стройность. Соната начинается с «симфоническим размахом», по образному выражению Ленца, с начала сонаты получает развитие героическая партия; в экспозиции появляются множество тем с различной эмоциональной окраской; разработка контрастирует с героикой главной партии, привнося в музыку образы душевного смятения и неопределённости; в репризе повторяется тема главной партии.
Вторая часть сонаты Adagio molto, As-dur, по мнению Ромена Роллана,
…пример широкого густого рисунка, немного слишком округлого… где уже течет неторопливо широкая мелодическая поверхность, образуя в конце мягкий разлив.
В третьей части сонаты Prestissimo, c-moll не остаётся и следа от стройной гармонии первых двух частей. Финал сонаты являет собой предмет напряжённого творческого поиска композитора, ищущего новые формы звучания для выражения своих замыслов; предтечу ярких финалов Лунной и Аппассионаты.